# Hermonassa renifera
Hermonassa renifera là một loài bướm đêm trong họ Noctuidae.